# Kylie Ireland

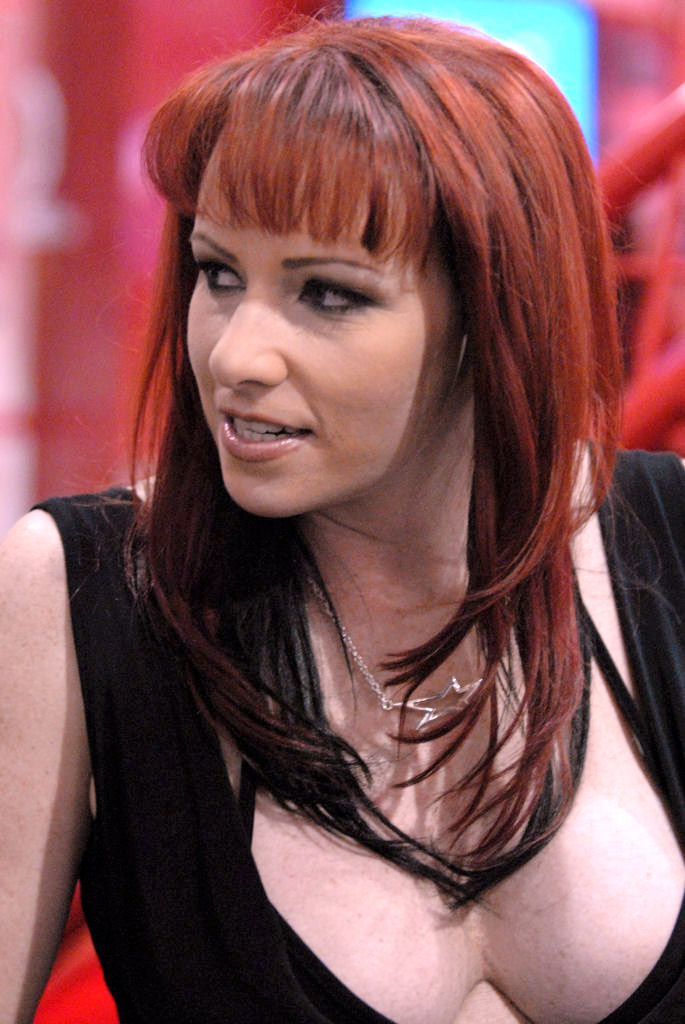
Kylie Ireland bei der AVN Adult Entertainment Expo 2005

Kylie Ireland (* 26. Mai 1970 als Kerri Lynn Evans in Longmont, Colorado) ist eine US-amerikanische Pornodarstellerin, -regisseurin und -produzentin.

## Leben

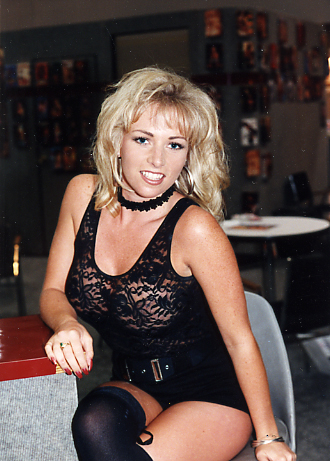
Kylie Ireland bei einer Convention in Las Vegas, 1994

Ihre Eltern ließen sich scheiden, als sie 13 Jahre alt war. Während ihrer High-School-Zeit arbeitete sie in einem Videogeschäft und studierte später Journalismus am Palomar College in San Diego. Um ihr Taschengeld aufzubessern, arbeitete Kylie als Stripperin in Colorado. Dort traf sie die Kellnerin Julie Ashton. Durch einen Bekannten des Fotografen Warren Tang kam sie in das Pornogeschäft und zog nach Los Angeles.
Kylie Ireland wählte ihr Pseudonym an einem Saint Patrick’s Day aufgrund ihrer irischen Abstammung und dem guten Klang des Vornamens Kylie, der in der Pornobranche nicht verbreitet war. Erst später fiel ihr auf, dass der Name mit dem Model Kathy Ireland verwechselt werden könnte.
Mittlerweile hat Kylie etwa 365 Pornofilme gedreht (laut IAFD). Ihre ersten 80 Filme habe sie nach eigenen Angaben innerhalb eines Jahres abgedreht. Sie war fünf Jahre bei der Firma VCA unter Vertrag und hatte dort das Amt als Director of Publicity inne. Im Jahr 2000 gab sie diese Position auf und arbeitete als Freelancerin. Bekannteste Filme sind das preisgekrönte Werk Cashmere von Michael Ninn, Raw, Confessions und die interaktive DVD An Affair with Kylie Ireland. Sie ist auch in der interaktiven DVD-Reihe My Plaything … zu sehen. Sie drehte als Regisseurin auch mehrere Filme, darunter viele Gonzofilme. 2003 wurde sie Director of Publicity bei Sin City Entertainment.
Kylie hatte schon zahlreiche Auftritte in nichtpornographischen Produktionen. Sie spielte in der 20th-Century-Fox-Produktion Strange Days von Kathryn Bigelow (zusammen mit Ralph Fiennes, Angela Bassett und Juliette Lewis) und in verschiedenen Fernsehsendungen von CNN und E! Entertainment Television. Zudem spielte sie im Jahr 2000 die Hauptrolle in der von dem Studio VanHook speziell für das Internet produzierten Fantasy-Serie Kyra the Cursed, die auf der Website whatsonweb.com zweiwöchentlich in zwölfminütigen Episode ausgestrahlt wurde.
1997 wurde sie vom Playboy Magazine im Ranking der Top-10-Pornostars aufgeführt. Im März 2002 zog sie in die Melrose-Gegend von Hollywood. Als einer ihrer prominentesten Fans gilt der Schauspieler Richard Dreyfuss. Kylie wurde 2005 in die AVN Hall of Fame und 2006 in die XRCO Hall of Fame aufgenommen. Anschließend spielte sie in dem mehrfach ausgezeichneten Sex-Thriller Corruption. 2007 spielte sie in dem erfolgreichen Spielfilmporno Upload von Eli Cross mit, wo sie auch als Produzentin tätig war. Im Jahr 2008 gewann sie den AVN Award als Best Supporting Actress – Film für die Vivid-Entertainment-Group-Produktion Layout von Paul Thomas.
Neben ihrer Darstellung arbeitet sie auch als Szenenbildner bei verschiedenen Parodie-Streifen  und hochklassigen Produktionen mit, unter anderem für Superman XXX, Underworld, Thor XXX und Star Wars XXX. Stolz sind sie und ihr Ehemann vor allem auf den Landspeeder und die Cantina aus Star Wars XXX sowie die Festung der Einsamkeit aus der Superman-Parodie.  Als aktive Darstellerin ist sie heute weniger zu sehen, da sie nicht als MILF auftreten will. Sie wechselte daher als Darstellerin zu den Webcam-Models und lädt Clips von sich hoch.

## Privatleben
Kylie Ireland war zu Beginn ihrer Karriere verheiratet, ließ sich aber nach 10 Jahren scheiden. 2009 heiratete sie den Nachtclub-Besitzer Andy Appleton.
Brisant war ein One-Night-Stand 1993 mit Michael Jordan, der dazu geführt haben soll, das die Chicago Bulls gegen die Denver Nuggets verloren haben sollen, weil er sich die Nacht davor verausgabt hatte. Zu dieser Zeit war sie noch als Stripperin beschäftigt. Ireland äußerte sich mehrfach in der Öffentlichkeit zu der Affäre, unter anderem in der Fernsehshow Holly Randall Unfiltered dazu.

## Filmografie (Auswahl)
- 1998: Cashmere
- 2000 No Man’s Land 32
- 2002: Bad Wives 2
- 2002: My Plaything …
- 2006: Layout
- 2006: Corruption
- 2007: Seasoned Players 4
- 2007: Upload

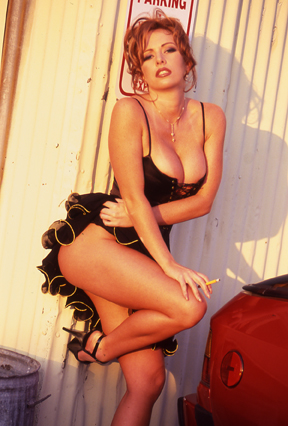
Kylie Ireland an einem Filmset, 2006

- 2007–2008: Women Seeking Women 33, 39
- 2009: The 8th Day
- 2009: Girlvana 5
- 2009: White Mommas 2
- 2009: Cougar Coochie 2
- 2012: This Ain’t The Expendables XXX

## Auszeichnungen
- 1995: AVN Award als Best New Starlet[4]
- 1995: F.O.X.E. Award als Vixen
- 1995: NightMoves Award als Best Actress[9]
- 1996: F.O.X.E. Award als Fan Favorite
- 2006: Adam Film World Guide Award in der Kategorie Most Outrageous Series für Twisted as Fuck (als Regisseurin, Darstellerin)
- 2006: Adam Film World Guide Award in der Kategorie Best Movie für Corruption (als Produzentin)
- 2007: NightMoves Triple Play Award (Dancing/Performing/Directing)[9]
- 2007: NightMoves Award in der Kategorie Best Feature Production (Fan’s Choice) für Corruption (als Produzentin)
- 2008: AVN Award als Best Supporting Actress – Film in Layout von Vivid
- 2008: AVN Award für Best Oral Sex Scene – Film in Layout
- 2008: XRCO Award als MILF of the Year[9]
- 2005: Aufnahme in die AVN Hall of Fame[10]
- 2006: Aufnahme in die XRCO Hall of Fame[9]
- 2009: Aufnahme in die NightMoves Hall of Fame[9]
- 2010: Aufnahme in die Legends of Erotica Hall of Fame